# Elección municipal de San Salvador Centro de 2024
La elección municipal de San Salvador Centro de 2024 se llevará a cabo el día 3 de marzo de 2024, en esta elección se elegirá al Alcalde de San Salvador Centro para el período de los años 2024-2027 y a su concejo municipal. 
Este municipio fue creado a partir de la proclamación de la ley de reestructuración territorial, aprobada en junio de 2023. Este es conformado por los distritos de San Salvador, Mejicanos, Ciudad Delgado, Cuscatancingo y Ayutuxtepeque. Todos eran anteriormente municipios independientes, pero fueron clasificados como distritos dentro del municipio de San Salvador Centro.
Esto volvió al municipio de San Salvador Centro en el municipio más grande por cantidad de población según datos estimados para el 2024, con una población de 743,781 habitantes. Además, dentro de este municipio se encuentra la capital de El Salvador, el distrito de San Salvador. Por lo que tiene una gran importancia a nivel nacional, en todos los aspectos, tanto económicos, como sociales y políticos.

## Candidatos y Elecciones Internas
Para definir los candidatos a alcalde, síndico y regidores, los partidos políticos participantes deberán realizar elecciones internas, de conformidad a la Ley de Partidos Políticos. La experiencia de los candidatos será listada igualmente.

### Alianza Republicana Nacionalista
- Alejandro Nóchez, alcalde de Ayutuxtepeque durante 2012-2024 fue el único precandidato y consecuentemente, fue ratificado como candidato del partido de derecha, los resultados no fueron difundidos al público.

### Fraternidad Patriota Salvadoreña
- Sonia Salazar, psicóloga, sin experiencia en política.

### Frente Farabundo Martí para la Liberación Nacional
- Simón Paz, actual concejal de la alcaldía de Mejicanos desde 2021 y el alcalde entre los años de 2015-2021. Fue el único precandidato y fue ratificado como candidato del partido de izquierda. Los resultados no fueron publicados.

### Fuerza Solidaria
- Debbie Landaverde, arquitecta bioclimática, sin experiencia política previa.

### Gran Alianza por la Unidad Nacional
- Rafael Lazo, abogado, pertenece al partido GANA desde el año 2011. Fue candidato único en las elecciones internas de este partido.

### Nuestro Tiempo
- Ramiro Navas, activista social. Estudió mercadotecnia en la Universidad Latinoamericana de México. Director Nacional de Organización del partido Nuestro Tiempo.

### Nuevas Ideas
- Mario Durán, actual alcalde de San Salvador desde el año 2021. Además de exministro de Gobernación bajo la administración del  presidente de la República Nayib Bukele.[5]

### Partido de Concertación Nacional
- Arturo Ramos, sargento mayor del Ejército de El Salvador.

### Partido Demócrata Cristiano
- José Hernández, exconcejal de Mejicanos durante 2015-2018 y exdiputado durante 2018-2021 por el partido ARENA.